# Коронація слова — 2001

Логотип конкурсу

На конкурс «Коронація слова — 2001» надійшло 758 романів і 426 кіносценаріїв

## Переможці «Коронації слова— 2001»

### Номінація «Роман»
Лауреати:
- I премія — Алла Сєрова, «Правила гри»
- II премія — Ірен Роздобудько, «Пастка для жар-птиці»
- III премія — Наталя Шахрай, «Сутінки удвох»

Дипломанти:
1. Володимир Лис, «Романа»
2. Петро Михайлов, «Відпочинок для Цезаря»
3. Микола Панасик, «Біг»
4. Марина Гримич, «Ти чуєш, Марго?»
5. Олена Стяжкіна, «Купуйте бублики»
6. Віктор Абузяров, «Євангеліє від Євгенія»
7. Данута Олейнікова, «Таємниця заклятого ставу»

### Номінація «Кіносценарій»
Лауреати:
- I премія — Василь Трубай, «Сто тисяч за кохання»
- II премія — Володимир Зав'ялов, «Криза середнього віку»
- III премія — Анатолій Карась, «Медаліст»

Дипломанти:
1. Василь Портяк, «За кривду гір»
2. Мирослав Слабошпицький та Олег Ремпінський, «Чорнобильський Робінзон»
3. Геннадій Краснокутський, «Додекалог, або ж Доба Нулів»
4. Олександр Жовна, «Експеримент»
5. Надія Симчич, «Не зникай, Отагамо»
6. Марія Бушан, «Чоловік в кредит»
7. Богдан Жолдак, «Скарб»